# José Benincasa
José Benincasa (ur. 16 czerwca 1891 w Montevideo, zm. w 1959 tamże) – piłkarz urugwajski, obrońca.
Benincasa karierę rozpoczął w klubie River Plate Montevideo. Jako piłkarz tego klubu zadebiutował w 1910 roku w reprezentacji Urugwaju. Później przeszedł do klubu CA Peñarol.
Przez większość kariery Benincasa był piłkarzem Peñarolu, jednak w 1916 na krótko, wraz z Angelem Romano i Juanem Delgado, przeniósł się do argentyńskiego klubu Boca Juniors. Wydarzenie to było wtedy głośne z tego powodu, że zmiany barw klubowych związane z przejściem zawodnika do klubu zagranicznego należały wtedy do rzadkości.
Jako piłkarz klubu CA Peñarol był w kadrze reprezentacji Urugwaju podczas turnieju Copa América 1917, gdzie Urugwaj drugi raz z rzędu zdobył tytuł mistrza Ameryki Południowej. Benincasa nie zagrał w żadnym meczu.
Był także w kadrze reprezentacji podczas turnieju Copa América 1919, gdzie Urugwaj został wicemistrzem Ameryki Południowej. Także i tym razem Benincasa nie wystąpił w żadnym spotkaniu.
Wystąpił także w turnieju Copa América 1921, gdzie Urugwaj był dopiero trzeci. Benincasa zagrał we wszystkich meczach - z Paragwajem, Brazylią i Argentyną.
Od 12 czerwca 1910 do 19 sierpnia 1928 Benincasa rozegrał w reprezentacji Urugwaju 38 meczów.